# روبرت مارسيلو
روبرت مارسيلو (بالإنجليزية: Robert Marcellus)‏ هو عازف كلارينيت أمريكي، ولد في 1 يونيو 1928 في أوماها في الولايات المتحدة، وتوفي في 31 مارس 1996 في إيفانستون في الولايات المتحدة.